# Georges Bilhaut
Pour les articles homonymes, voir Bilhaut.
Georges Henri Bilhaut est un  peintre et historien de l'art français, né le 22 mai 1882 à Abbeville (Somme), mort dans la même ville le 13 février 1963.

## Biographie
Georges Bilhaut naît au no 6 rue Boucher-de-Perthes à Abbeville où sont domiciliés ses parents, Robert Alfred Victor Bilhaut, peintre en voitures, et son épouse Euphémie Lucie Joséphine née Bécourt, ménagère. Après être passé par l'école primaire du quartier Saint-Jacques et de « brillantes études » au collège Courbet d'Abbeville, il travaille dans l'atelier de Jean-Paul Laurens, puis est élève de Fernand Cormon à l'École nationale supérieure des beaux-arts de Paris. Le 26 août 1907 à Abbeville, il épouse Charlotte Nelly Gabrielle Villeret, native du village d'Andainville. Devenu professeur de dessin, il entame sa carrière à Longwy, la poursuit pendant quelques années à Vire pour revenir en 1918 enseigner au Collège Courbet d'Abbeville.
Si les peintures qu'en 1922 expose ce « créateur d'atmosphères », ainsi que le définira Michel Florisoone, évoquent essentiellement des villégiatures en Haute-Savoie, dans le Périgord, en Bretagne et en Normandie, l'œuvre traduit ensuite bien plus un enracinement à Abbeville où Gaston Vasseur ne dissocie pas le nom de l'artiste du regroupement, par sa première séance du 3 juillet 1941, d'une Société d'émulation d'Abbeville « disloquée et ruinée par les événements de 1940 » et dont il est alors élu correspondant. Bilhaut y produit le 2 octobre 1941 sa première communication sur L'origine d'une épitaphe de Saint-Vulfran attribuée à Blasset, suivie d'autres communications sur l'œuvre de Jules Mayor et énonçant une étroite amitié avec ce dernier, de recherches historiques érudites aussi sur l'abbaye de Saint-Riquier, sur l'église Saint-Pierre-et-Saint-Paul de Gamaches, sur l'église de la Nativité-de-la-Sainte-Vierge de Vismes-au-Val, sur la chapelle du Saint-Esprit de Rue.
Après la Seconde Guerre mondiale, Georges Bilhaut devient professeur au collège Courbet, directeur de l'école des beaux-arts, vice-président de la Société d'émulation d'Abbeville. Ami d'Abel Bertram, il est également associé de la Société nationale des beaux-arts et à la Société des artistes indépendants.
Mort le 13 février 1963, Georges Bilhaut est inhumé le samedi 16 février au cimetière d'Abbeville.

## Œuvre

### Lieux visités et peints
Avant 1918
- Calvados : ferme à Clécy, la chapelle de Roullours, l'Orne à Saint-Rémy, la vallée de la Vire à Sainte-Marie-Outre-l'Eau, l'église de Vaudry.
- Seine-Inférieure : la forêt de Montgeon.

Avant 1922
- Savoie et Haute-Savoie : le château des Clefs, l'église Notre-Dame-de-l'Assomption de Cordon, la dent du Cruet, le bois de Fessy, Le Lavancher, le Mont-Blanc vu de Sallanches, Thônes (dont les ponts romains).
- Ardèche : Viviers-sur-Rhône.
- Drôme : le Rhône à Donzère.
- Puy-de-Dôme : le château du Marchidial à Champeix.
- Creuse : Crozant.
- Corrèze : Beaulieu-sur-Dordogne.
- Dordogne : La Dordogne dans le Sarladais, le château de la Malartrie, La Roque-Gageac.
- Indre : l'abbaye de Saint-Benoît-du-Sault, la vallée du Portefeuille.
- Bretagne : l'Odet à Combrit-Sainte-Marie, Concarneau, Douarnenez, l'Île-aux-Moines, Loctudy.

La Somme (thème permanent)
- Environs d'Abbeville, le Ponthieu : Le Hamelet, Hocquencourt, Saint-Valery-sur-Somme, moulin sur le Scardon, l'église de Vieulaines.
- Environs d'Andainville : Dromesnil (le moulin), Inval, Le Quesne, Saint-Aubin-Rivière, Saint-Maulvis, Vergies.
- Environs de Péronne : Berny-sur-Noye.

### Publications
Georges Bilhaut a publié des contributions à l'histoire locale d'Abbeville :
- « Guillaume de Montreuil, héros d'une chanson de geste, était-il comte de Ponthieu ? », Bulletin de la Société d'émulation historique et littéraire d'Abbeville, tome XVIII, fascicule 4, 1946, pp.300-316.
- « Claude Mellan », Bulletin de la Société d'émulation historique et littéraire d'Abbeville, tome XVIII, fascicule 5, 1947, pp.370-383.
- Claude Mellan et son temps, [catalogue d'exposition], Abbeville, Éditions du Musée Boucher-de-Perthes, 1947.
- « Les illustrations de l'ouvrage “Les poèmes de feu” de Robert Mallet », Bulletin de la Société d'émulation historique et littéraire d'Abbeville, tome XIX, fascicule 2, 1950, pp.36-38.
- « Les vingt-cinq fauteuils de la Société d'émulation fondés le 4 octobre 1797 », Bulletin de la Société d'émulation historique et littéraire d'Abbeville, tome XIX, fascicule 3, 1951, pp.115-141.
- « La vie et l'œuvre du peintre Abel Bertram (1871-1954) », Bulletin de la Société d'émulation historique et littéraire d'Abbeville, tome XIX, fascicule 6, 1954, pp.327-334.
- « Des lettres de Voltaire en Picardie », Bulletin de la Société d'émulation historique et littéraire d'Abbeville, tome XX, fascicule 1, 1957, pp.32-39.
- « Documents inédits concernant l'abbaye de Saint-Valery-sur-Somme », Bulletin de la Société d'émulation historique et littéraire d'Abbeville, tome XX, fascicule 2, 1958, pp.117-126.
- « Deux lettres de Madame Le Sueur », Bulletin de la Société d'émulation artistique et littéraire d'Abbeville, tome XX, fascicule 5, 1961, pp.526-534.
- « Une famille d'artistes oubliés : les Hallé », Bulletin de la Société d'émulation artistique et littéraire d'Abbeville, tome XXI, fascicule 1, 1962, pp.9-20.

## Expositions
Personnelles
- Exposition de peintures et pastels de Georges Bilhaut, Galerie Yvert, Amiens, 1921.
- Georges Bilhaut - Peintures et pastels, exposition organisée par le Comité des Rosati Picards, Logis du Roi, Amiens, mai 1922[6].
- Galerie Lefebvre-Rasneur, rue Sire Firmin-Leroux, Amiens, novembre-décembre 1952[7].
- Georges Bilhaut, artiste picard - Rétrospective, musée Boucher-de-Perthes, Abbeville, avril-mai 1965, et musée de Picardie, Amiens, juin 1965.

Collectives
- Salon des artistes français, Paris, 1914.
- Salon de la Société nationale des beaux-arts, Paris, de 1926 à 1936.
- Salon des indépendants, Paris, jusqu'en 1938[8].

## Réception critique
- « Bien qu'il dessine la figure de façon impeccable, c'est plutôt le paysage qui a ses préférences. Il aime le plein air et il y recherche la lumière, le grand soleil fort désirable dans une région où il a beaucoup travaillé, celle de Vire, couverte, surchargée de verdure où les temps pluvieux ont un aspect terne et monochrome. Or Georges Bilhaut est coloriste ; sa palette est riche en tons vifs et francs ; il s'en sert librement, hardiment, avec une joie évidente et légitime, car il excelle à les fondre en des harmonies chaudes et vibrantes. Il sait aussi les atténuer, les affirmer pour rendre les effets les plus délicats... Chaque saison de l'année, chaque heure même du jour lui apporte de nouveaux sujets d'étude et de nouvelles inspirations. Ses premières impressions sont vives et nettes et se concrètent (sic) dès qu'il prend ses pinceaux comme le font voir ses pochades rapides mais déjà si fermes et si expressives. » - F. Lamy[6]
- « Penché sur une toile la palette à la main ou sur une feuille de papier, entouré d'une masse de documents, de livres, de notes, Georges Bilhaut est toujours resté lui-même. Un homme épris d'harmonie, de beauté, d'équilibre, un homme aimant par-dessus tout le travail bien fait. » - Gaston Vasseur[3]
- « Enraciné dans notre cité d'Abbeville, il a voulu que le meilleur de sa production réfléchît et exprimât la terre picarde, son ciel, ses paysages. Sans doute s'est-il parfois écarté vers d'autres séjours, à la recherche de sites où un soleil plus brillant avive le relief des choses, où les couleurs du décor humain sont plus somptueuses et les lointains plus transparents. Ce fut en Haute-Savoie, ou dans les vallées périgourdines, que le porta sa fantaisie. Mais son lieu d'élection resta sa chère Picardie. Avec quel amour - et quel bonheur - sa palette sut en dégager les charmes - souvent ignorés de ses habitants ! Avec quel tendresse de poète il évoqua le pittoresque, sans grandeur peut-être mais si émouvant, de ses coins d'ombre, de ses chemins sinueux aux ornières profondes, de ses plaines fleuries et enneigées !... Discret comme tous les artistes qui n'attendent rien de la réclame ni des éloges de la critique, il a vécu et accompli son œuvre avec la seule préoccupation de servir l'art et de répondre fidèlement aux suggestions de son univers intérieur. » - Albert Laurent[5]
- « Le paysage a ses préférences. Ce coloriste aime peindre la lumière : sa palette est riche en tons vifs et francs […] Il s'est, semble-t-il, peu préoccupé d'être original et s'est montré sincère avec lui-même tout au long de sa carrière. Il nous montre la campagne et la vie rurale telles qu'elles sont et telles qu'elles lui plaisent. » - Hélène Braeuener et Bénédicte Pradié-Ottinger[2]

## Œuvres dans les collections publiques
- Abbeville, musée Boucher-de-Perthes : Saint Vulfran vue des ruines de la rue de l'Hôtel-Dieu, 1940, huile sur toile[9].
- Amiens, musée de Picardie : Saint-Valery-sur-Somme, huile sur toile.